# Tomasz Masław Baryczka

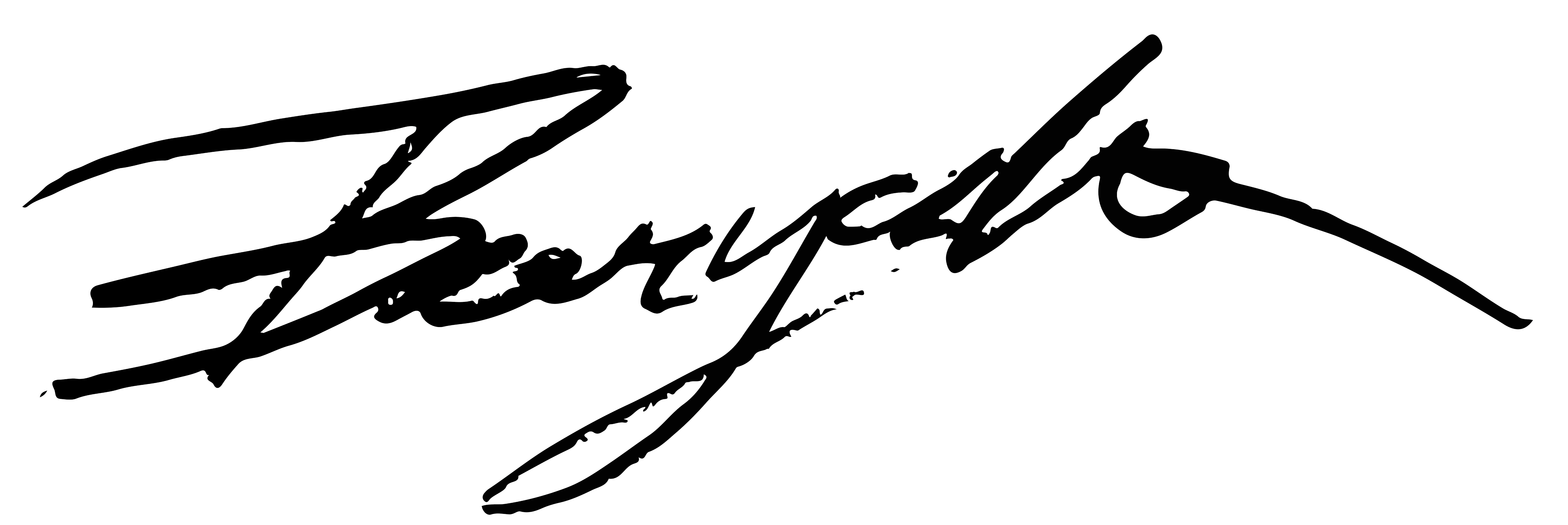
Podpis Tomasza Masława Baryczki z jego listu do Stanisława Staszica z 14 października 1804 roku.

Tomasz Masław Baryczka (ur. 1 kwietnia 1754 w Poznaniu, zm. 12 lutego 1804 w Paryżu) – polski filozof i publicysta oświeceniowy. Jeden z prekursorów polskiej liberalnej myśli politycznej.